# Idina Menzel
Idina Menzel, född 30 maj 1971 i Queens i New York, är en amerikansk skådespelare och musikalartist.
Menzels genombrott blev i rollen som Maureen Johnson i RENT - både i musikalen och i filmatiseringen av musikalen. Hon fick många positiva recensioner i rollen som Elphaba, den elaka häxan från väst, i musikalen Wicked, en roll som betraktas mycket svårsjungen.
För den yngre publiken är hon kanske allra mest känd som rösten till snödrottningen Elsa i Disneyfilmen Frost, där sången Let It Go blev en stor hit.
Menzel var tidigare gift med Taye Diggs, med vilken hon har en son, född 2009.

## Filmografi (urval)
- 2001 – Kissing Jessica Stein
- 2005 – Rent
- 2006 – Ask the Dust
- 2007 – Förtrollad
- 2010 – Glee (TV-serie)
- 2013 – Frost (röst)
- Frostfeber (2015)(röst) (kortfilm)
- Olofs frostiga äventyr (2017) (röst) (kortfilm)
- 2018 – Röjar-Ralf kraschar internet (röst)
- 2019 – Frost 2 (röst)
- 2022 – Avförtrollad
- 2023 – Det var en gång en filmstudio (röst)